# Grønnemose
Grønnemose er en landsby på Fyn med 400 indbyggere  (2025). Grønnemose er beliggende ved Fynske Motorvej fem kilometer nord for Aarup og 23 kilometer vest for Odense. Byen er beliggende i Assens Kommune i Region Syddanmark. Den hører til Rørup Sogn.
Umiddelbart nordøst for Grønnemose ligger det tidligere Fun Park Fyn.. Som nu igen er aktivt under Fyns Sommerland

## Erhverv
FTZ har opført nyt hovedsæde og distributionscenter ved E20 tæt på afkørsel 55.

## Offentlig transport
Der kører bus igennem Grønnemose. Nærmeste togstation er i Aarup med forbindelse til Fredericia og Odense.
Følgende Fynbus busforbindelser er at finde i byen:
Uddannelsesbusser:
- 826U - Vissenbjerg - Brenderup - Middelfart
- 828U - Brenderup - Harndrup - Fjelsted - Vissenbjerg - Kold - Syddansk Erhvervsskole

Lokalbusser:
- 753 - Aarup – Ålsbo – Grønnemose (kun på skoledage)

Øvrige transportmuligheder:
- Flextur
- Plustur